# Гимназия Альберта Эйнштейна
Гимназия Альберта Эйнштейна — старейшая гимназия в квартале Петржалка (Братислава). Существует с 1953 года, принимает учащихся возрастом14—15 лет на четырёхлетнее или пятилетнее обучение. В гимназии изучают русский язык, французский, немецкий, английский и испанский. 
В начале 1950-х годов остро встал вопрос о предоставлении качественного среднего образования как можно большему числу детей. В связи с этим начали возникать школы с одиннадцатилетней программой обучения. Несмотря на отказ принятия проекта по созданию 11-летней школы на территории Петржалки, 26 мая 1953 года открыть такую школу всё же удалось. Гимназия Альберта Эйнштейна стала седьмой по счёту школой Братиславы с 11-летней системой подготовки учащихся.
Официально у гимназии нет специального уклона, и она считается общеобразовательной. В гимназии 10 учителей преподают русский язык. Помимо русского изучаются также английский, немецкий, французский и испанский языки. Каждый ученик обязан выбрать себе два иностранных языка. В билингвальном классе изучают английский и русский языки.
В школе есть учебные классы информатики с подключением к Интернету, химическая и физическая лаборатории. Также есть тренажёрный зал. Рядом со школой оборудованы теннисный корт, футбольная, баскетбольная и волейбольная площадки. После уроков в школе работают кружки, проводятся внеурочные мероприятия (экскурсии, соревнования, лыжные гонки и т. д.).
В 2016—2017 учебных годах планировалось открыть 4 класса, по 28 учащихся в каждом. Один из классов будет билингвальным (английский и русский языки).
Гимназия активно сотрудничает с расположенным в Братиславе Русским центром науки и культуры, действующим под патронажем Министерства иностранных дел Российской Федерации. Класс русского языка оснащён учебными пособиями и книгами из России.